# Marasuchus
Marasuchus („krokodýlí mara“) byl rod malého dinosauromorfa z období středního triasu Argentiny. Byl blízkým příbuzným pravých dinosaurů, kteří se objevili zhruba ve stejné době (asi před 235 miliony let).

## Popis
Tento druh dosahoval délky asi 50 centimetrů, výšky v kyčlích 10 centimetrů a hmotnosti asi 2 až 5 kilogramů. Živil se drobnými obratlovci a hmyzem, podle toho lze usuzovat, že drápy na kratších předních končetinách a delších zadních končetinách měl dlouhé a ostré a čelisti vybavené špičatými zuby.